# 温迪·特恩布尔
温迪·特恩布尔MBE（1952年11月26日—），澳大利亚女子网球运动员。她曾代表澳大利亚参加1988年夏季奥林匹克运动会网球比赛，搭档伊丽莎白·斯迈利获得女子双打铜牌。